# Valor de la Tierra
En la economía ecológica el  'valor de la tierra'  es la valoración de los ecosistemas y la importancia de los cálculos para el valor de la vida . Comienza con el simple problema de que si la Tierra dejara de proveer la vida, la vida humana no continuaría en otras partes, y toda la actividad económica también cesaría.

## Métodos de estimación
Hay varias maneras de estimar el valor de la tierra:
- Estimar el valor de la vida de todo lo que vive en ella, y reconocer a la Tierra como un componente y el hogar necesario para que la vida, el capital natural en el que los  capitales individuales prosperan. Como no toda la vida se valora, y una muy pequeña parte está sobrevaluada, existe un alto riesgo de subestimación. Una forma de evitar esto es trabajar continente por continente para ver si hay inflación sistemática del precio de la vida en algunos en comparación con los demás.
- Estimar el costo de reemplazar la Tierra, que puede incluir la búsqueda y colonización de otro planeta, o la creación de una forma artificial en una órbita compatible. ¿Y si el capital natural de un planeta cercano, por ejemplo, Marte, se adaptara? ¿Cuál sería el costo de terraformación para que sea lo más parecido a la Tierra? O incluso apenas habitable. Una cuestión es que hay que tomar en cuenta los costes de transporte.
  - Como una variación, calcular el costo de un hábitat más pequeño, como la Biosfera 2, y multiplicar su coste por la relación entre la población de la Tierra y de ese hábitat más pequeño. Sin embargo, esto es contar con cifras por debajo del mínimo de costos, ya que la Biosfera 2, aunque sea brillantemente ambicioso y costoso, fue un fracaso. Este método proporciona únicamente un valor que la propia Tierra superaría por mucho.
  - Como otra variación, averiguar todos los desastres que podrían ocurrir debido a un fallo de la biosfera terrestre, en menor o mayor grado, y calcular el precio de seguros en contra de todo. Los pagos del seguro evitados son efectivamente un rendimiento, y, esta es una manera de calcular el valor de lo que la Tierra está haciendo por nosotros, por el tiempo que estas fallas evitadas no se produzcan.
- Calcular el rendimiento del capital natural y utilizar el tamaño y la consistencia de este rendimiento para calcular la cantidad de capital que debe haber. Este método fue iniciado por Robert Costanza y se promueve en el  Capitalismo Natural: La creación de la Revolución Industrial Siguiente .

Como era de esperar, todas estas propuestas producen valores muy altos de toda la Tierra, por lo general, al menos, en los cientos de miles de billones de dólares, esto parece apropiado. Sin embargo, incluso con esta suma en la mano, parece poco probable que los subcontratistas de reconstrucción, incluso experimentados podrían completar la tarea de reemplazar a la Tierra, luego, no sin utilizar la tierra como una base. Renta para el uso de la Tierra y su órbita podrían también ser incluidos, y que sería difícil fijar el precio de este sin calcular el precio de la Tierra, de nuevo.
Una forma de evitar esto es simplemente declarar que la Tierra no tiene precio o para ser exactos, simplemente tan valiosa como el capital económico en circulación. Esto puede ser equivalente a declararla sin valor.

## Métodos de reemplazo
Volviendo al cálculo en términos del costo de reposición de los bio-sistemas de la Tierra:
En la Biosfera 2, más de 240 millones de dólares se gastaron en el desarrollo de la infraestructura de apoyo a ocho personas durante dos años. El proyecto fallido y el aire fresco tuvo que ser bombeado para salvar las vidas de los participantes. Así que la Tierra es un valor de al menos:
( $ 240 millones / 8 personas) y los tiempos; 6.5 billones de personas en la Tierra = $ 195 mil billones (es decir, $ 1.95 y los tiempos; 1017).
Esto representa el valor mínimo de la Tierra usando la tecnología de hoy. Debido a que el proyecto fracasó, el verdadero valor debe ser superior a esta cantidad. Sin embargo, para las economías de escala en la producción de la biosfera, obviamente, sería reducir este número de manera significativa. La producción en masa de mil millones de unidades de la biosfera reduciría el costo por unidad en varios órdenes de magnitud.
Para poner esto en perspectiva, asumiendo que el valor total del producto interno bruto mundial es de $ 30 billones de dólares, esa suma se divide en $ 1,95 y los tiempos; 1017, 6.500 veces el producto bruto mundial actual.
De esto podemos estimar el costo de cortar un árbol o tomar un solo pez en el océano si hay pruebas de que produjo cierta unidad de recursos no podrá ser sustituido. La probabilidad de que el recurso será reemplazado reduce el costo, por lo que un 50% de posibilidades de que sea reemplazado implica que el costo debería reducirse a la mitad, ya que dos de ellas se pueden tomar, en promedio, antes de que uno no se sustituye.
Estos cálculos pueden realizarse utilizando un método lineal, para las estimaciones iniciales, o el uso de un modelo exponencial para colocar un mayor valor en los elementos restantes de un recurso decreciente.
Además del cálculo del valor de un árbol (sustituido o no), una tonelada de pescado, o de carbono en el suelo depende de estas probabilidades. La curva para la biomasa sustituidos y no reemplazada será relativamente equivalente, siempre y cuando la biomasa total es relativamente grande. A medida que la biomasa total en un área específica se agota hasta el punto donde se ve amenazada toda la sostenibilidad de la biomasa, a continuación, la parte exponencial de la curva entra en juego.
En última instancia, nos quedamos con la pregunta, cuánto estamos dispuestos a pagar a fin de evitar una muerte inminente como individuos. Esa suma es relativamente grande. Dado que los recursos se agotan hasta el punto de conflictos por lo que queda, comienza a dominar el riesgo de tomarlo, y se hace más evidente debido a los costos de la protección y de la propiedad de fijación.
Por lo tanto, cualquier cálculo basado en los costes de sustitución de ecosistemas tiende a conducir a un cálculo basado en los costes de la protección de los ecosistemas de manera que su rendimiento se puede controlar - pero solo al final del proceso, cuando ya es demasiado tarde para reemplazarlos.
Hay implicaciones para los costos de la seguridad nacional y el cambio climático, ambos de los cuales tienen que ser contados completamente como factores de producción en un análisis de este tipo.

## Propósito en la evaluación del riesgo económico
Aunque la asignación de un valor a toda la Tierra puede parecer caprichoso, es muy importante en la evaluación de riesgos. En el punto de vista extremo, absolutamente nada puede llevarse a cabo sin algún riesgo de exterminar directa o indirectamente la vida en la tierra, sin embargo por lo general la probabilidad de que eso ocurra es tan baja como para ser considerada insignificante. Otra forma de expresar el valor de la tierra es el riesgo que estamos dispuestos a tomar con él. Y la cantidad de riesgo que estamos dispuestos a tomar debe equilibrarse con la posible recompensa. Tal cálculo usará invariablemente otros supuestos morales o ambientales para otros resultados, como el valor de la vida humana.
Para dar un ejemplo artificial, suponiendo que un proyecto de investigación podría producir una cura para una determinada enfermedad mortal, pero hay un pequeño riesgo de que el propio experimento podría accidentalmente (por incompetencia, negligencia) propagar la enfermedad en una forma virulenta - con una remota posibilidad de acabar con el planeta (o al menos la vida en la tierra). Al asignar un valor a los potenciales de vidas salvadas y la posible pérdida de la vida en el fracaso, se convierte en fácil de evaluar cuánto riesgo es demasiado riesgo.
Cuando se utiliza en estas situaciones el valor utilizado para la Tierra podría variar notablemente, y tiene poco que ver con dinero real.
Otras situaciones, sin embargo, pueden tener una aplicación financiera más directa, tal como un asteroide. Hay un minuto de probabilidad de un impacto de asteroide lo suficientemente grande como para destruir el planeta - ¿Qué debemos hacer al respecto? Es evidente que si vertimos todo el PIB del planeta en la protección contra esta, podríamos minimizar el riesgo, pero podríamos hacer cosas mejores para gastar en su lugar, armando con un valor para el planeta, podemos poner en marcha sistemas que proporcionan la alerta temprana y una buena medición de la probabilidad de impacto de un asteroide. Este conocimiento en sí reduce el costo promedio de un impacto de un meteorito a un nivel "aceptable".